# Mini-CD

Übersicht der CD-Größen

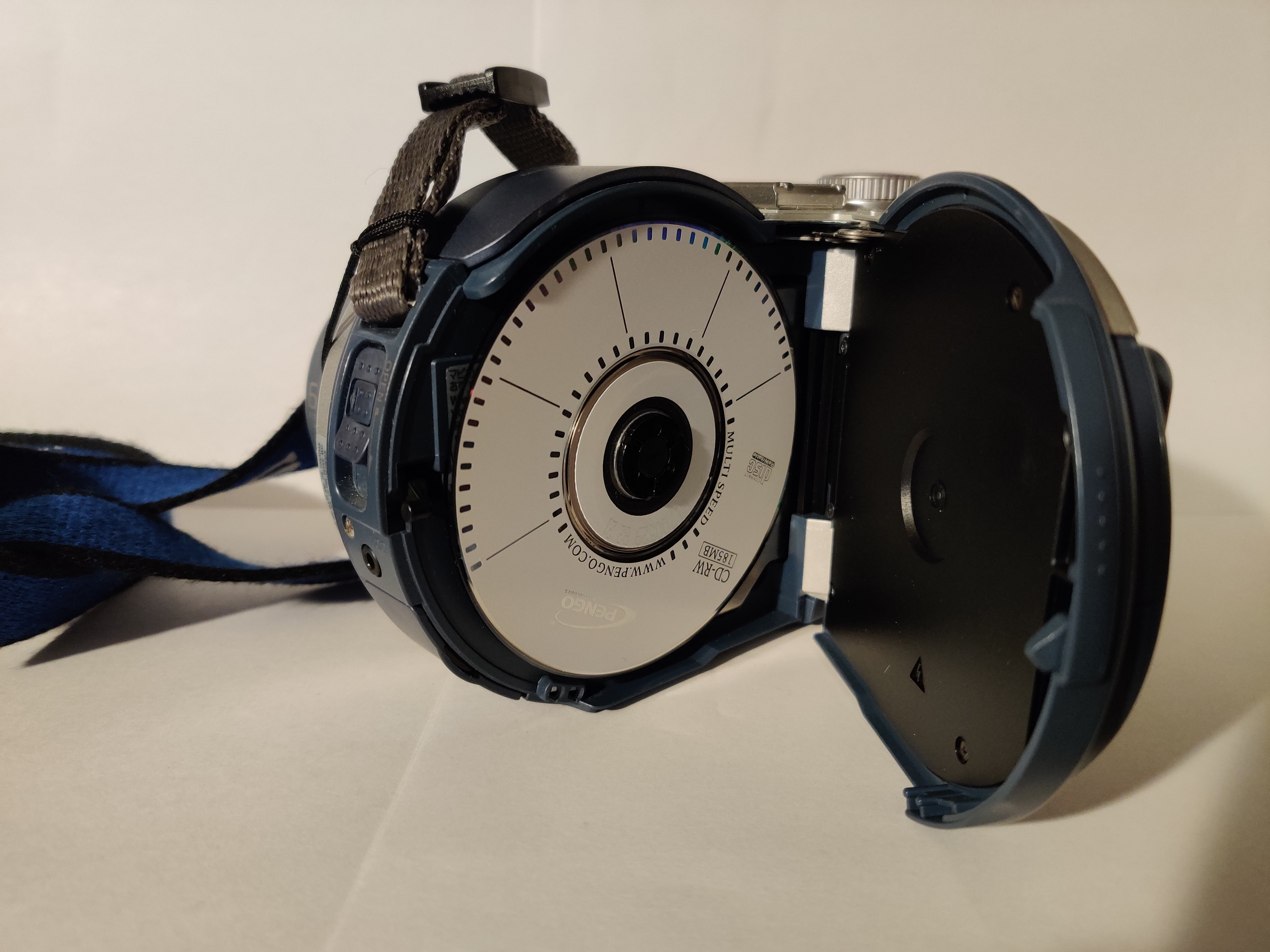
Mini CD-RW in einer Sony Digitalkamera Mavica MVC-CD200

Die Mini-CD hat mit 8 cm Durchmesser ein kleineres Format als die handelsübliche CD mit 12 cm. Bei ihrer Einführung Ende der 1980er Jahre war sie für Singles vorgesehen. Nachdem in den 1990er Jahren beschreibbare CD-R/CD-RW auf den Markt gekommen waren, wurden diese auch im Mini-CD-Format angeboten. Die Kapazität beträgt üblicherweise 210 MB (entspricht 23 Minuten Spieldauer) oder 185 MB (21 Minuten).

## Vermarktung für Musik
Ende der 1980er Jahre ging die Musikindustrie dazu über, auch Musik-Singles auf CD zu veröffentlichen. Einige Plattenfirmen setzten dabei eine Zeit lang auf die Mini-CD, die in etwa die Spielzeit einer mit 45 Umdrehungen/min abgespielten 12″-Vinyl-Single hat. Zielgruppe waren auch Anwender von CD-Walkman (Discman).
Dieses Format setzte sich aber nicht durch. Wesentliche Argumente dafür: Das Einsparpotenzial in den Kalkulationen der Plattenfirmen war aufgrund der vergleichbaren Produktionskosten verschwindend gering. Zumal bietet die Mini-CD im Gegensatz zur normalen CD noch weniger Präsentationsfläche für das für den Verkauf wichtige Cover. Auch für Presswerke war die Produktion von 8-cm-Singles nicht interessant, da 12-cm-Single und CD-Album technisch völlig identisch sind. Die Massenproduktion eines zweiten CD-Formates hätte sich negativ auf die Flexibilität der Fertigung (insbesondere durch die nötig werdenden Umrüstungen) und damit auf die Wirtschaftlichkeit einer Produktionsstrecke ausgewirkt. Ein weiterer Punkt war, dass anfangs nicht alle erhältlichen CD-Spieler das kleinere Format unterstützten und wie bei 7″-Vinyl-Singles Adapter nötig wurden. 
Zuletzt gab es einen Versuch, Singles im Mini-CD-Format zu vermarkten, auf dem deutschen Markt in den Jahren 2003 bis 2005 unter der Bezeichnung Pock it. Die Veröffentlichung dieser CDs war ein Joint Venture der beiden Major-Labels Sony Music und Universal Music. Nahezu alle kommerziell erfolgreichen Singles, die in dieser Zeit in Deutschland erschienen, wurden als Pock-It-Version veröffentlicht. Diese Versionen enthielten immer nur zwei Tracks. Von den Käufern wurden diese CDs jedoch nur mäßig angenommen, so dass sie ab 2005 weitestgehend wieder vom Markt verschwanden.

## Sonderformate
Eine Sonderform ist die Visitenkarten-CD (oder Businesscard-CD), die an zwei oder vier Seiten auf die Größe einer Visitenkarte beschnitten ist. Sie wird oft für Werbezwecke verwendet. Eine solche CD hat je nach Hersteller eine Kapazität von 20 bis 50 MB. Es gibt auch Sonderformate mit 100 MB. Im Gegensatz dazu wird die sogenannte „card.21“ mit 30 MB schon im Spritzgussverfahren ohne Fräsen hergestellt.
Eine andere Sonderform sind die Freiform-CDs oder Shape-CDs. Dabei wird die CD durch entsprechendes Zuschneiden in eine nahezu beliebige Form gebracht. Solche CDs sollten nicht in schnellen CD-Playern abgespielt werden, da sie häufig nicht „rund“, d. h. mit Unwucht laufen und daher zu Beschädigungen führen können.

## Abspielgeräte
Die vor Einführung der Mini-CD Ende der 1980er Jahre hergestellten CD-Spieler sowie Abspielgeräte mit Slot-In-Laufwerk und die meisten CD-Wechsler können Mini-CDs nicht abspielen. Daher gab es spezielle Adapterringe, mit denen Mini-CDs auf die Größe herkömmlicher CDs gebracht werden konnten. Derartige Slot-In-Laufwerke fanden immer mehr Verbreitung, nachdem es immer weniger CDs auf dem Markt gab, die von den normalen kreisrunden 12-Zentimeter-Scheiben abwichen.

### Mini-CD-Player
Spezielle Mini-CD-Player konnten als besonders leicht tragbare Geräte (typische Maße: 8,5 cm × 9,5 cm × 1,7 cm, 145 g – Werte von CyberHome MP 8010 aus 2003) nur optische Datenträger bis zum Durchmesser (8 cm) der Mini-CD abspielen. 20 Minuten Musikspielzeit von einer Mini-CD wurden ergänzt durch typisch drei Stunden Kapazität vom eingebauten Festspeicher für MP3-Dateien (von CD oder PC). Solche Player benötigten einen Anti-Shock-Speicher (typisch zwei Minuten) um Lesepausen nach Stoß überbrücken zu können.

## Belege
1. ↑  https://www.mediabiz.de/musik/news/sony-und-universal-bringen-pock-it-disc-auf-den-markt/135415?Status=RS Sony und Universal bringen "pock it! disc" auf den Markt, Musikwoche vom 16. Juni 2003, abgerufen am 7. September 2022
2. ↑  http://www.chip.de/artikel/10-tragbare-MP3-CD-Player-im-Test-11_12867692.html CyberHome MP 8010, chip.de vom 22. Juni 2003, abgerufen am 9. Juni 2014